# Mel Ramos

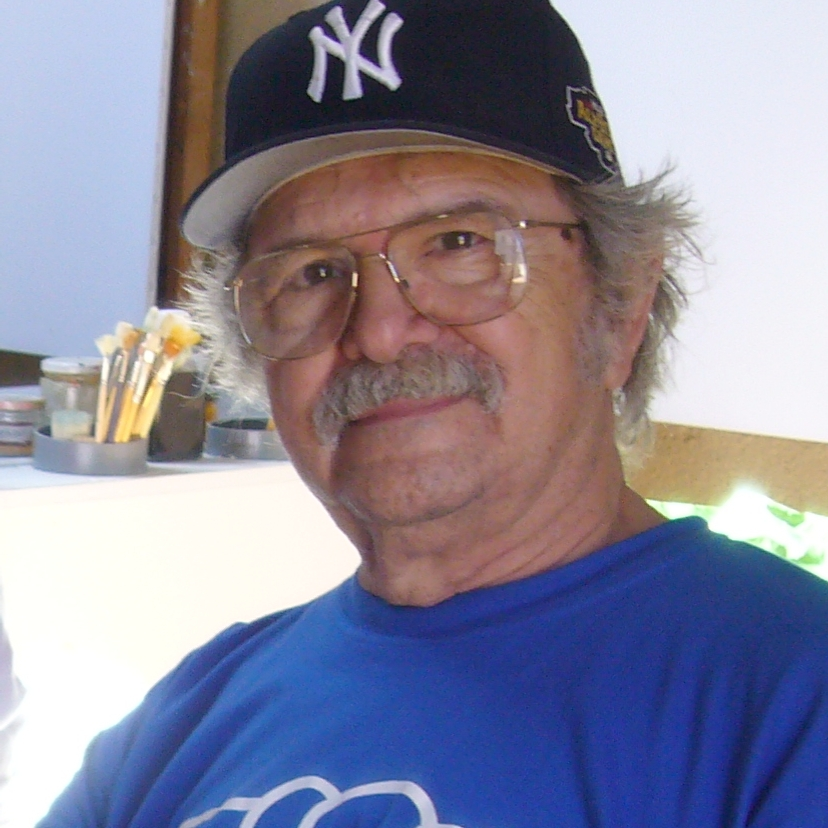
Mel Ramos 2007

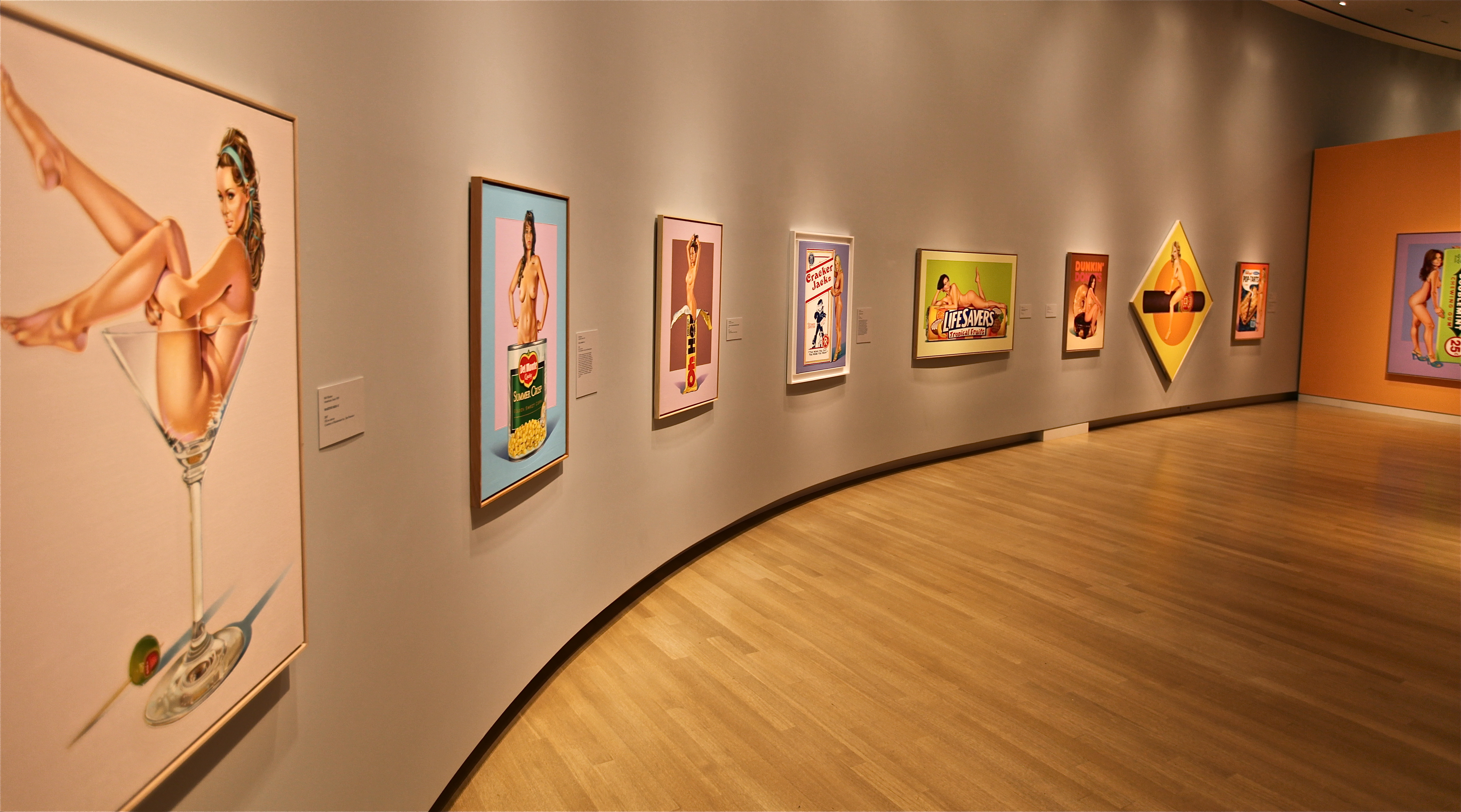
Crocker Art Museum, Sacramento, 2012.

Mel Ramos (Sacramento, 24 luglio 1935 – Oakland, 14 ottobre 2018) è stato un artista statunitense.

## Biografia
Considerato uno degli ultimi esponenti della Pop art, anche se l'ironia delle sue opere, per alcuni critici, lo pone al di fuori della categoria artistica, Mel Ramos ha sperimentato sia l'arte realista che astratta.  Anche se principalmente pittore figurativo, alcuni dei suoi lavori incarnano entrambi gli stili. Acclamato dalla critica come uno sperimentatore ironico e dissacrante, il suo tema principale, peraltro comune ad altri esponenti del movimento pop, è la critica al consumismo, utilizzando ed esasperando il linguaggio e la tecnica dei fumetti.
Mel Ramos ha ricevuto il suo primo importante riconoscimento nei primi anni sessanta; dal 1959 egli ha partecipato in più di 120 mostre collettive. Insieme ad altri artisti come ad esempio Andy Warhol, Roy Lichtenstein, Claes Oldenburg e James Rosenquist, Ramos ha prodotto opere d'arte che celebrano gli aspetti della cultura popolare, come rappresentata dai mass media. Ha partecipato alle principali mostre di Pop art, sia in Nord America che in Europa e le sue opere sono state riprodotte, spesso per la loro ironia, in libri, cataloghi, periodici.

## Fonti
- The Official Mel Ramos Website, su melramos.com.
- Mel Ramos - Louis K. Meisel Gallery, NY
- Mel Ramos - The Great American Pinup Gallery, NY
- Robert Rosenblum, Mel Ramos , Taschen , ISBN 3-8228-8184-8